# СК Фарензе
„Фарензе“ (на португалски: Sporting Clube Farense) е португалски спортен клуб от град Фару, център на региона Алгарви. Домакинските си срещи играе на стадион „Алгарви“ с капацитет 30 305 места. Основан на 1 април 1910 година. Състезава се в Примейра лига сезон 2023/24.

## Успехи
- Примейра лига
  - 5-то място (1): 1994/95[1]
- II дивизия
  -  Шампион (2): 1939/40, 1982/83
- Купа на Португалия:
  - Финалист (1): 1989/90

## Български футболисти
- Николай Грънчаров: 1983/84 - (20 мача - 1 гол)
- Ваньо Костов: 1987/88 - (3 мача - 0 гола)
- Цветан Данов: 1987/89 - (43 мача - 6 гола)
- Пламен Симеонов: 1991/93 - (0 мача - 0 гола)